# Lancelot Maloisel

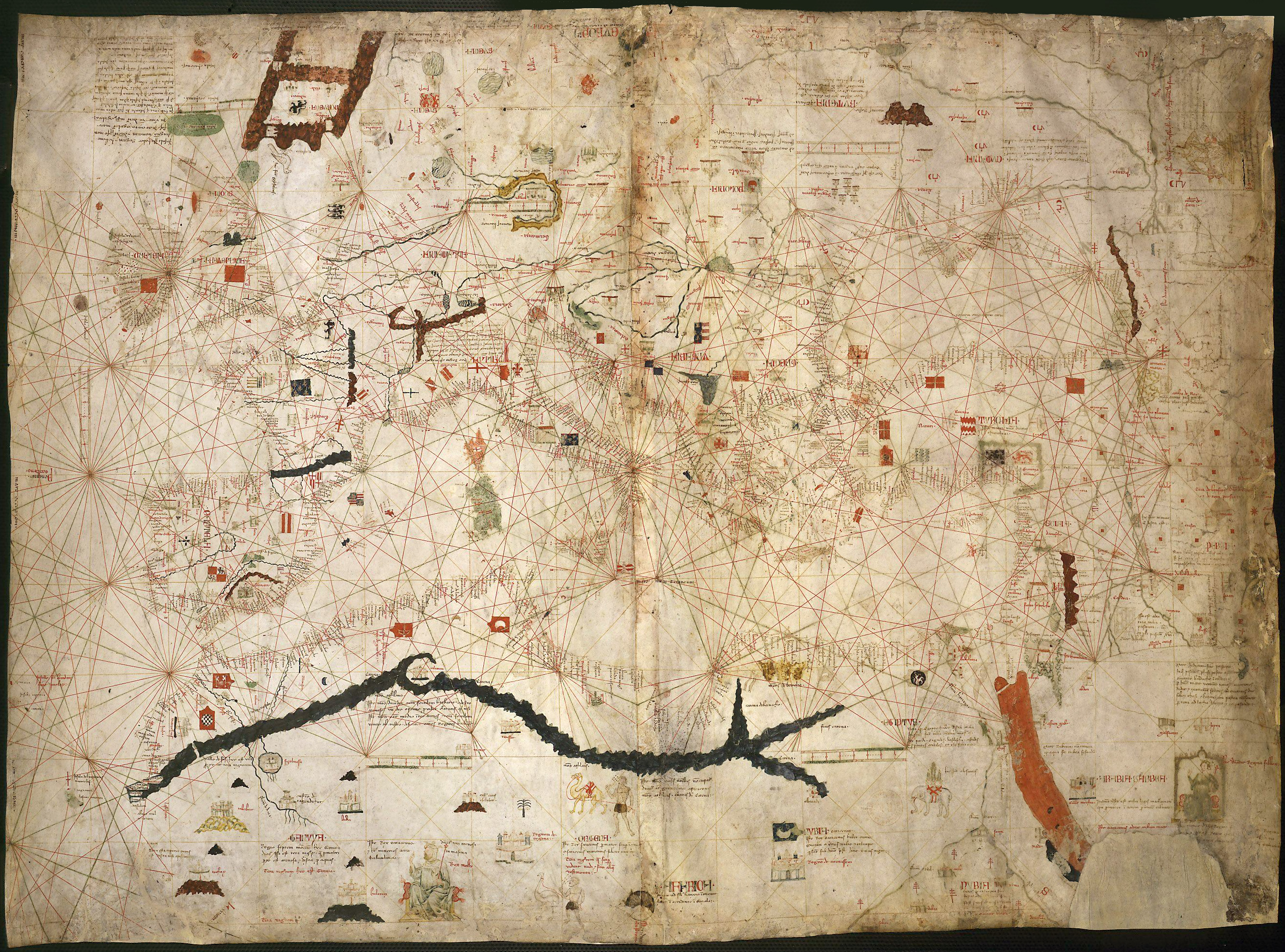
Portulan de Angelino Dulcert (1339) montrant l'île de Lanzarote

Lancelot Maloisel (en italien : Lancelotto Malocello, portugais : Lanzarote da Framqua), né au début XIVe siècle à Varazze et mort avant 1385, est un navigateur génois du XIVe siècle, considéré comme le découvreur des îles Canaries. Il a donné son nom à l'île de Lanzarote.
Son séjour sur l'île est attesté par les chroniques de la conquête de ces îles par le Normand Jean de Béthencourt.

## Biographie

### Origine controversée
Le nom de Lancelot Maloisel apparaît pour la première fois sur une carte marine de 1339, œuvre du cartographe catalan Angelino Dulcert. Sur cette carte, au large de la côte africaine apparaît  une « insula Lanzaroti Maroxelli  », ornée d'une bannière génoise, blanche avec la croix rouge de saint Georges.  Son nom et la présence de cette bannière que l'on retrouve aussi sur une carte de Bartolomeo Pareto (1455) sont des indices en faveur de l'origine génoise de Lancelot.
Néanmoins, il existe des éléments en faveur d'une origine française. En effet en 1632, une famille Maloisel, habitant Coutances en Normandie, mais de probable origine ligure, fit imprimer un opuscule sur l'histoire de sa maison dans lequel était cité Lancelot Maloisel. La référence étant un manuscrit généalogique du milieu du XVe siècle citant un Lancelot Maloisel qui en 1312 serait arrivé aux îles Canaries en suivant les indications de certains marins de Cherbourg qui y auraient fait naufrage auparavant. Avec ses compagnons de voyage, il s'établit sur cette île à laquelle il donne son nom. Il y érige un fort et comme seigneur y demeure pendant une vingtaine d'années, jusqu'au moment où il est chassé ou tué par les indigènes. Cette indication provient d'une publication à Rouen (1630) du Canarien, chronique de l'expédition aux Canaries (1402) de Jean de Béthencourt : dans la chronique il est indiqué qu'en débarquant sur l'île la plus septentrionale (Lanzarote), les Normands avaient trouvé « ung viel chastel que Lancelot Maloesel avoit iadiz fait faire ».
Ce témoignage est en l'état actuel des connaissances le seul qui fasse référence à la présence de Lancelot Maloisel sur l'île, mais il ne fournit aucune indication sur son origine ni sur l'époque de la découverte de l'île.

### La découverte
L'origine génoise de Lancelot Maloisel est néanmoins unanimement admise. Il est probablement né dans les premières années du XIVe siècle et s'est rendu encore jeune au Portugal où il entreprend l'expédition en suivant la route empruntée en 1291 par les frères Ugolino et Vadino Vivaldi, disparus pendant la recherche d'une voie vers les Indes.
Les circonstances de la découverte de l'île sont inconnues. La datation de 1312, indiquée par les Maloisel de Normandie semble prématurée car à cette date, le Portugal, commanditaire probable de l'expédition, n'avait pas encore montré son intérêt pour l'exploration de la côte africaine. L'estimation actuelle situe cette découverte pendant le règne d'Alphonse IV, entre 1325 (année où apparaît la carte d'Angelino Deporto qui ne comprend pas les îles Canaries) et 1339, année de la carte de Dulcert (probablement 1336). L'île atteinte par Lancelot Maloisel appelée par les indigènes « Titeroygatra » prit celui de Lanzarote. Sur cette île Lancelot érigea un fort encore existant en 1402, et dont les ruines se trouvent probablement à proximité du volcan Guanapay.
La construction du fort est une preuve d'un régime féodal et de la volonté de Lancelot de demeurer sur l'île assez longtemps pour que les cartographes lui donnent son nom :  Malozella » (1374) ou « Maloxella » (1385). 
Une nouvelle expédition en 1341 permit la découverte de la totalité de l'archipel des Canaries, dont la souveraineté est longtemps contestée entre le Portugal et la Castille, jusqu'à l'attribution finale à cette dernière en 1479 (traité d'Alcáçovas).
Les circonstances et la date de la mort de Lancelot sont incertaines. Certains historiens citent 1385, quand il aurait été tué par les indigènes de Lanzarote. Néanmoins un acte notarial génois de (1384) mentionne «Eliana Fieschi del fu Bartolomeo, uxorem quondam Lanzaroti Marocelli» attestant donc une mort à cette date.

## Septième centenaire
Pour célébrer le septième centenaire de la découverte de Lanzarote par Maloisel, deux comités promoteurs ont été constitués, l'un en Espagne, l'autre en Italie. Le comité italien, présidé par l'avocat Alfonso Licata, a mis en place une commission pour l'étude de la vie et des découvertes de Maloisel et a lancé un certain nombre d'initiatives publiques pour faire connaître ce personnage, avec le soutien moral de la présidence du Conseil des ministres, des ministères du Patrimoine et de la Culture, de l'Éducation, de l'Enseignement supérieur, de la Défense, des Affaires étrangères et du Tourisme, ainsi que des institutions publiques comme la ville de Varazze (qui aurait vu naître le navigateur),  la Ligue navale italienne, la Société géographique italienne, la Commission italienne d'histoire militaire, l'Association nationale des marins d'Italie et le district 108/L du Lions club International. Pour commémorer l'événement, une médaille officielle a été émise par la Monnaie italienne. Un livre a également été publié par Alphonse Licata, Lanzarotto Malocello, d'all'Italia alle Canarie (Lancelot Maloisel, de l'Italie aux Canaries). À la demande du comité promoteur italien, la ville de Rome a consacré un parc au célèbre navigateur dans le quartier d'Ostie. Par ailleurs, la ville de Savone a également inauguré en 2013 à proximité du port un espace vert dédié à Maloisel.